# Gräterhaus
Das Gräterhaus an der Gelbinger Gasse 47 in Schwäbisch Hall ist ein „Renaissancebau von 1605“ mit einem Dacherker von 1688.

## Geschichte
Das Gebäude wurde 1602/03 für den Gerber Hans Gräter durch den Baumeister Albrecht Franck erbaut. Es diente auch als Wohnhaus von Leonhard Kern (1621–1628). Seit dem 8. Oktober 1925 ist es im Landesverzeichnis der Baudenkmale in Württemberg eingetragen. 1904 erwarb die Stadt von der  Bierbrauerwitwe Katharina Dötschmann das Fachwerkhaus.
Von 1908 bis 1936 wurde das Gebäude von dem Historischen Verein für Württembergisch Franken als Museum für seine Sammlungen genutzt. Dort war auch die bemalte Holzvertäfelung der Unterlimpurger Synagoge ausgestellt, die sich heute im Hällisch-Fränkischen Museum befindet. Von 1945 bis 1947 wurde das Haus von der UNRRA genutzt. 2008 wurde die Fassade des Hauses umfangreich saniert.
Heute wird das Gräterhaus gastronomisch genutzt. Seit Ende 2022 befindet sich in den Räumlichkeiten eine Bar.

## Beschreibung
Das Gebäude zählt zu den ältesten Fachwerkhäusern der Stadt. Zudem zählt es auch zu den schönsten Fachwerkhäusern Halls: „Mit seinem abwechslungsreichen Fachwerk und den geschnitzten Blumen- und Pflanzenornamenten, Masken, Säulen und anderen Verzierungen ist das Gebäude das am aufwendigsten dekorierte Fachwerkhaus der Schwäbisch Haller Altstadt“.

## Rezeption

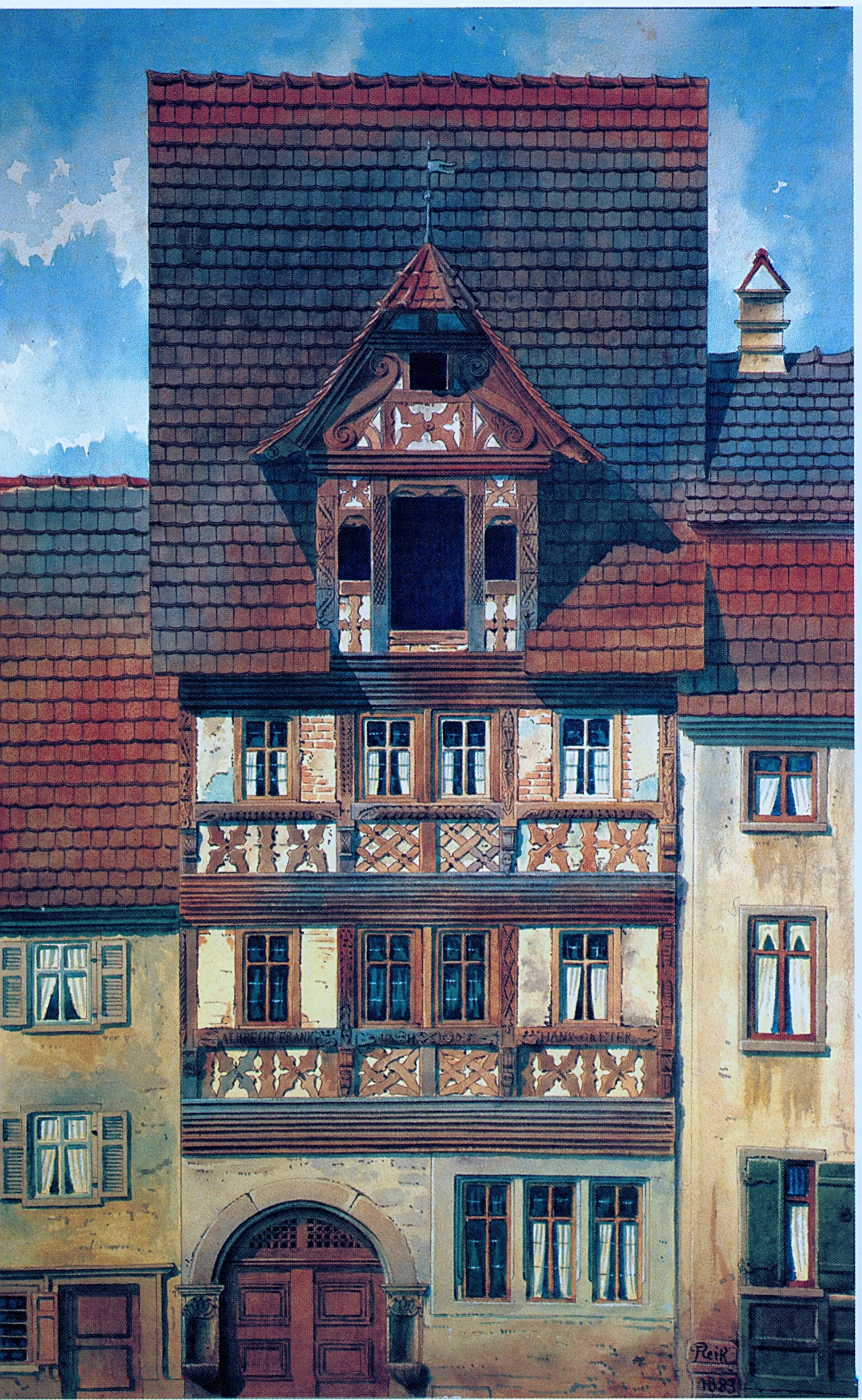
Johann Friedrich Reik (1836–1904), Aquarell

Johann Friedrich Reik hat das Gebäude in einem Aquarell dargestellt. Zudem wird das Aquarell auch bei Herta Beutter u. a.: Impressionen aus Hohenlohe: Ansichten aus Schwäbisch Hall und seiner Umgebung von Johann Friedrich Reik (1836–1904) beschrieben.